# 中林大樹
中林 大樹（なかばやし たいき、1985年1月6日 - ）は、日本の俳優。身長180cm。血液型A型。スターダストプロモーション所属。愛称はウッディー（ウッディ）
。

## 経歴・人物
奈良県吉野郡大淀町出身。大阪学院大学法学部卒業。
実兄が地元で医薬品の卸売会社を経営している。
2006年、『めぞん一刻』の五代裕作役のオーディションに応募して選考され、合格したうえで出演した。
2007年、『茶々 天涯の貴妃』で映画初出演。
私生活では2019年2月27日、所属事務所の先輩である竹内結子との結婚を連名で報告。2020年1月末に男児が誕生したが、同年9月27日に竹内は急逝した。

## 出演

### テレビドラマ
- スペシャルドラマ めぞん一刻（2007年5月12日・2008年7月26日、テレビ朝日） - 五代裕作 役
- 生徒諸君! 第5話（2007年5月18日、ABCテレビ・テレビ朝日系） - 岩崎祝 役
- 土曜ワイド劇場 30周年特別企画 半落ち（2007年12月8日、テレビ朝日） - 池上一志 役
- ミッドナイト☆ドラマ 藤子・F・不二雄のパラレル・スペース 第2話「あいつのタイムマシン」（2008年11月8日、WOWOW） - 矢口 役
- ドラマスペシャル 男装の麗人〜川島芳子の生涯〜（2008年12月6日、テレビ朝日） - 古田龍之介 役
- ゴッドハンド輝（2009年4月11日 - 5月16日、TBS） - 林直行 役
- コールセンターの恋人（2009年7月3日 - 9月11日、ABCテレビ・テレビ朝日系） - 三上慶太 役
- 恋のから騒ぎ 〜LOVE STORIES VI〜「教祖と呼ばれた女」（2009年9月25日、日本テレビ） - 斉藤元信 役
- 月曜ゴールデン 桜庭さやかの事件簿2（2010年4月19日、TBS） - 江坂 役
- 土曜ワイド劇場 救急救命士・牧田さおりシリーズ（テレビ朝日） - 川島憲二 役
  - 7（2010年5月1日）
  - 8（2011年8月27日）
  - 9（2013年2月23日）
  - 10（2015年5月9日）
- 連続テレビ小説 ゲゲゲの女房 第115話 - 最終話（2010年8月9日 - 9月24日、NHK） - 相沢幹夫 役
- 刑事定年 第1話 - 第3話・第6話 - 最終話（2010年10月27日 - 11月10日・12月1日 - 29日、BS朝日） - 佐伯正史 役
- 2夜連続 松本清張スペシャル 球形の荒野 後編（2010年11月27日、フジテレビ） - 堤刑事 役
- FACE MAKER 第10話（2010年12月10日、読売テレビ・日本テレビ系） - 串崎雄也 役
- ストロベリーナイト 第1話・第3話、第7話（2012年1月10日・24日、2月21日、フジテレビ） - 大山聡 役
- 連続ドラマW 推定有罪（2012年3月25日 - 4月22日、WOWOW） - 高村雄介 役
- 金曜プレステージ 塔馬教授の天才推理① 隠岐島の黄金伝説殺人事件（2012年6月1日、フジテレビ） - 八木沢誠 役
- 連続テレビ小説 梅ちゃん先生 第103話 - 第105話（2012年7月30日 - 8月2日、NHK） - 山崎浩介 役[注釈 1]
- 連続ドラマW プラチナタウン 第1話・第3話（2012年8月19日・9月2日、WOWOW） - 島田一郎 役
- 土曜ワイド劇場 はみだし弁護士・巽志郎⑫（2012年10月20日、ABCテレビ・テレビ朝日系） - 沢口和也 役
- 金曜プレステージ 松本清張没後20年特別企画 疑惑（2012年11月9日、フジテレビ） - 小菅光晴 役
- とんび 第1話（2013年1月20日、TBS）
- 斉藤さん2 第2話、第5話・第6話、第8話（2013年7月20日、8月10日・17日、9月7日、日本テレビ） - 殿山 役
- 刑事のまなざし（2013年10月7日 - 12月16日、TBS） - 瀬戸公平 役
- 松本清張 黒い福音〜国際線スチュワーデス殺人事件〜（2014年1月19日、テレビ朝日）
- 慰謝料弁護士〜あなたの涙、お金に変えましょう〜 第7話（2014年2月21日、読売テレビ・日本テレビ系） - 立花徹 役
- 神谷玄次郎捕物控 第2回（2014年4月11日、NHK BSプレミアム） - 秋月兵馬 役
- 銭の戦争 第1話・第8話・最終話（2015年1月6日・2月24日・3月17日、関西テレビ・フジテレビ系） - 灰谷 役
- ○○妻（2015年1月14日 - 3月18日、日本テレビ） - 岸伸一 役
- 相棒 season13 第12話「学び舎」（2015年1月21日、テレビ朝日） - 吉野慶介 役
- 五つ星ツーリスト〜最高の旅、ご案内します!!〜 第5話（2015年2月5日、読売テレビ・日本テレビ系） - 大倉孝彦 役
- ドラマスペシャル 陰陽師（2015年9月13日、テレビ朝日） - 藤原義定 役
- 遺産争族（2015年10月22日 - 12月17日、テレビ朝日） - 渡辺達哉 役
- 子連れ信兵衛 最終話（2015年12月18日、NHK BSプレミアム）
- 月曜ゴールデン 検察事務官・黒ユリ（2016年2月22日、TBS） - 新藤正彦 役
- 不機嫌な果実 第5話（2016年5月27日、テレビ朝日） - スタイリスト 役
- 世界の文学がわかる!あらすじ名作劇場「若きウェルテルの悩み」（2016年6月29日、BS朝日） - ウェルテル 役
- ON 異常犯罪捜査官・藤堂比奈子 第5話（2016年8月9日、カンテレ・フジテレビ系） - 久保一弥 役
- 世にも奇妙な物語‘16 秋の特別編『捨て魔の女』（2016年10月8日、フジテレビ） - 竜太 役
- 土曜ワイド劇場 監察官・羽生宗一〜毒ハブと呼ばれる男!!（2017年4月1日、テレビ朝日） - 磯野浩一 役
- 土曜ワイド劇場 西村京太郎トラベルミステリー67 箱根紅葉・登山鉄道の殺意（2017年4月8日、テレビ朝日） - 森川次郎 役
- 連続ドラマW 社長室の冬-巨大新聞社を獲る男-（2017年4月30日 - 5月28日、WOWOW） - 東海林実 役
- ドクターX〜外科医・大門未知子〜（2017年10月12日 - 12月14日、テレビ朝日） - 有馬亘 役
- 明日の約束（2017年10月17日 - 12月19日、カンテレ・フジテレビ系） - 柏木康介 役
- ドラマスペシャル ヘヤチョウ（2017年12月17日、テレビ朝日） - 近藤勝俊 役
- ドラマスペシャル 松本清張 鬼畜（2017年12月24日、テレビ朝日） - 駅員 役
- 警視庁・捜査一課長 season3 第3話（2018年4月26日、テレビ朝日） - 星川草介 役
- 連続ドラマW 不発弾〜ブラックマネーを操る男〜（2018年6月10日 - 7月15日、WOWOW） - 小宮山大介 役
- ハゲタカ 第4話 - 第6話（2018年8月9日 - 23日、テレビ朝日） - 川藤道広 役
- 日経ドラマスペシャル 琥珀の夢（2018年10月5日、テレビ東京）
- 科捜研の女 SEASON18 第3話（2018年11月8日、テレビ朝日） - 真崎純也 役
- THE GOOD WIFE / グッドワイフ（2019年1月13日 - 3月17日、TBS） - 戸梶涼太 役
- みかづき 第4回（2019年2月16日、NHK総合） - 喜田 役
- ストロベリーナイト・サーガ（2019年4月11日 - 6月20日、フジテレビ） - 湯田康平 役[3]
- 小説王 第6話（2019年5月28日、フジテレビ）
- 僕はまだ君を愛さないことができる 第1話、第4話・第5話、第13話 - 最終話（2019年7月16日、8月6日・13日、11月19日 - 12月10日、フジテレビ） - 城崇生 役[4]
- 連続ドラマW 引き抜き屋 〜ヘッドハンターの流儀〜（2019年11月16日 - 12月14日、WOWOW） - 岩清水誠 役[5]
- 磯野家の人々〜20年後のサザエさん〜（2019年11月24日、フジテレビ） - 貝塚タケシ 役[6]
- 新春3夜連続ドラマ「破天荒フェニックス」 最終夜（2020年1月5日、テレビ朝日） - バーの店員 役（カメオ出演）[7]
- 絶対零度〜未然犯罪潜入捜査〜 第1話（2020年1月6日、フジテレビ） - 田代智之 役
- 10の秘密 第1話 - 第7話（2020年1月14日 - 2月25日、カンテレ・フジテレビ系） - 矢吹幸雄 役
- エ・キ・ス・ト・ラ!!!（2020年1月17日 - 3月20日、カンテレ） - 清水匡彦 役[8]
- LINEの答えあわせ〜男と女の勘違い〜 第9話（2020年3月29日、読売テレビ）
- 運命から始まる恋 -You are my Destiny-（2020年4月11日 - 6月13日、フジテレビ） - 安藤秘書 役[9][注釈 2]
- キワドい2人-K2-池袋署刑事課 神崎・黒木 第2話、第5話・最終話（2020年9月18日、10月9日・16日、TBS） - 野島義明 役[10]
- WOWOWオリジナルドラマ 薄桜鬼（2022年1月7日 - 3月11日、WOWOW） - 山南敬助 役[11]
- ナースが婚活（2024年1月12日 - 3月1日、テレビ東京） - 菊池克樹 役[12]
- ふたりソロキャンプ（2025年1月9日 - 2月27日、TOKYO MX1） - 樹乃倉厳の父親 役[13]

### CM
- アサヒ飲料 カルピス カルピスウォーター「告白編」（2008年3月19日 - ）
- ネスレ『ネスカフェ 香味焙煎』そのコーヒーの名は香りから始まる（2020年9月1日 - 2023年2月28日）

### 映画
- 茶々 天涯の貴妃（2007年12月22日公開、東映） - 豊臣秀頼 役
- 天使のいた屋上（2008年11月8日公開、アステア）
- 空へ-救いの翼 RESCUE WINGS-（2008年12月13日公開、角川映画） - 逢坂健二 役
- ジェネラル・ルージュの凱旋（2009年3月7日公開、東宝） - 川村明 役
- 鴨川ホルモー（2009年4月18日公開、松竹） - 警察官 役
- RISE UP（2009年11月21日公開、S・D・P / ビデオプランニング） - 星野淳平 役
- ゴールデンスランバー（2010年1月30日公開、東宝） - ケンジ 役
- ロック 〜わんこの島〜（2011年7月23日公開、東宝） - 藤原裕 役
- おかえり、はやぶさ（2012年3月10日公開、松竹）
- ポテチ（2012年5月12日公開、ショウゲート） - 落合修輔 役
- ストロベリーナイト（2013年1月26日公開、東宝） - 大山聡 役
- 抱きしめたい -真実の物語-（2014年2月1日、東宝）
- 超高速!参勤交代（2014年6月21日公開、松竹） - 参勤交代行列の足軽 役
- 残穢 -住んではいけない部屋-（2016年1月30日公開、松竹） - 益子純二 役
- ピーチガール（2017年5月20日公開、松竹）
- 空飛ぶタイヤ（2018年6月15日公開、松竹） - 岡田俊樹 役
- 純平、考え直せ（2018年9月22日公開、アークエンタテインメント） - 佐川竜之介 役
- 劇場版 奥様は、取り扱い注意（2021年3月19日公開、東宝）
- 縁々（2023年9月16日 - 18日、なら国際映画祭 for Youth 2023にてプレミア上映） -  吉野尊 / 榊 役
- あまろっく（2024年4月19日公開、ハピネットファントム・スタジオ） - 南雲広樹 役[14][15]
- 雪風 YUKIKAZE（2025年8月15日公開、ソニー・ピクチャーズ エンタテインメント / バンダイナムコフィルムワークス） - 佐藤捨造 役[16]

### 舞台
- 劇団たいしゅう小説家 Present's「おらばんば」（2018年2月28日 - 3月4日、萬劇場） - 朔也 役

### 配信ドラマ
- Oh! my PROPOSE（2010年6月26日 - 9月30日、GyaO!） - 木原隆二 役
- ドクタージョンズ・キャンディーズ・ジャパン プレゼンツ 短編ドラマ「signal」（2015年5月31日、インベスターズTV） - 主演・拓海 役
- 恋って選ぶものですか（2017年5月1日、C CHANNEL） - 門間和寿 役[17]
- 僕はまだ君を愛さないことができる 第1話、第4話・第5話、第13話 - 最終話（2019年7月15日、8月5日・12日、11月18日 - 12月9日、FOD） - 城崇生 役[4]
- 運命から始まる恋 -You are my Destiny-（2020年2月12日 - 4月8日、FOD） - 安藤秘書 役[9]

### 情報番組
- めざましテレビ（2019年6月5日 - 25日、フジテレビ） - 2019年6月度マンスリーエンタメプレゼンター[18]

### ラジオ
- MAGICAL SNOWLAND（2015年10月3日 - 2016年3月26日・2016年10月1日 - 2017年3月25日、FM NACK5）

### ラジオドラマ
- FMシアター「ステップを聴かせて」（2018年9月29日、NHK-FM）[19]
- ラジオシアター〜文学の扉（TBSラジオ）
  - 「待っている女」（2020年10月25日）
  - 「どんぐり」（2020年11月1日）

### PV
- 九州男「music♪」（2008年8月6日リリース）
- LONG SHOT PARTY「あの日タイムマシン」（2009年1月28日リリース）

## 作品

### カバーモデル
- 破天荒フェニックス オンデーズ再生物語（著：田中修治、2018年9月4日発売、幻冬舎）